# Karen (delstat)
För andra betydelser, se Karen.
Karen (burmesiska: ကရင်ပြည်နယ်) är en delstat i Myanmar. Den ligger i den södra delen av landet, 300 km sydost om huvudstaden Naypyidaw. Antalet invånare utgjorde 1 574 079 vid folkräkningen den 29 mars 2014, och delstaten omfattar en areal av 30 382,8 kvadratkilometer. Karen gränsar till unionsterritoriet Naypyidaw samt delstaterna Shan och Kayah i norr, Thailand i öster, delstaten Mon i söder samt regionen Bago i väster.
1989 ändrade Burmas regering delstatens officiella engelska namn från Karen till Kayin.

## Historia
Efter det Första anglo-burmesiska kriget inkorporerades den södra delen av framtida delstaten Karen i Brittiska Indien och området blev ett mål för utländska kristna missionärer och många Karen konverterade till kristendomen.
I februari 1947 bildades Karen National Union (KNU) vid en kongress för Karen-folket i Rangoon. När Burma blev självständigt fick Karenfolket inte en egen delstat och väpnad konflikt utbröt mellan KNU och Burmas regering vilken pågått sedan 1949. Delstaten Karen bildades 1952 samtidigt som ett förslag om att slå ihop delstaten Karenni (senare omdöpt till Kayah) med Karen avböjdes av delstaten Karennis ledare.
En vapenvila trädde i kraft i januari 2012 mellan KNU och Burmas regering.

## Geografi
Den största staden i Karen är huvudstaden Hpa-an.

### Distrikt
Delstaten Karen består av fyra distrikt:
| Nr | Distrikt           | Folkmängd |
| -- | ------------------ | --------- |
| 1  | Hpa-an District    | 783 510   |
| 2  | Kawkareik District | 475 191   |
| 3  | Myawaddy District  | 210 540   |
| 4  | Hpapun             | 35 085    |

### Kommuner
Delstatens fyra distrikt består av sju kommuner (engelska: townships):
- Hpa-an:
  - Hpa-An
  - Hlaingbwe
  - Thandaunggyi
- Hpapun:
  - Hpapun
- Kawkareik:
  - Kawkareik
  - Kyainseikgyi
- Myawaddy:
  - Myawaddy

## Politik
Enligt Burmas konstitution så ligger den verkställande makten hos en Chief Minister som utses av Burmas president. Innan denne utses måste personen bekräftas av delstatens parlament, Karen State Hluttaw. Karens senaste Chief Minister är Daw Nann Khin Htway Myint från Nationella demokratiska förbundet som utnämndes den 30 mars 2016.
Delstatens parlament är en enkammarförsamling med 23 ledamöter som delas upp i tre grupper beroende på hur de är valda. 14 ordinarie ledamöter är valda i enmansvalkretsar motsvarande delstatens 7 kommuner (engelska: township) och varje kommun är delad i två valkretsar. 3 ledamöter utgör så kallade Ethnic Affairs Ministers och varje ledamot representerar och väljs av en etnisk minoritet (landets myndigheter avgör vilka folkgrupper utgör en nationell etnisk minoritet) vars befolkning utgör mer än 0,1 % av statens befolkning. I delstaten Karen representeras folkgrupperna bamar, mon och pa'o av varsin Ethnic Affairs Minister. Karenfolkets intressen anses av regeringen vara representerade då delstaten utgörs av områden där karenfolket är i majoritet. Slutligen äger Burmas militär rätten att utse parlamentsledamöter motsvarande en fjärdedel av parlamentets antal (det vill säga, ordinarie ledamöter samt de tre Ethnic Affairs Ministers) och i Karens parlament utgör antalet militära parlamentsledamöter sex stycken.
Det senaste valet till Karen State Hluttaw hölls den 8 november 2015, och då vann Nationella demokratiska förbundet (NLD) 10 av de ordinarie 23 mandaten samt alla tre val till Ethnic Affairs Ministers för ett totalantal av 13 av 23 mandat och därmed egen majoritet i parlamentet. Resterande mandat gick till Förenade solidaritets- och utvecklingspartiet (3 mandat) och Kayin People's Party (1 mandat).

## Infrastruktur
I Karen ligger flygplatserna Hpa-an Airport och Hpapun Airport.

## Demografi
Vid folkräkningen den 29 mars 2014 kunde inte folkräkningen slutföras i vissa byar i kommunen Hpapun som kontrollerades av Karen National Unions (KNU) Brigade Five. KNU genomförde istället en egen räkning och Burmas regering ansåg att den räkningen var tillförlitlig. Den räknade folkmängden utgjorde 1 504 326 personer, varav 739 127 män (49,13 %) och 765 199 kvinnor (50,87 %). Den delen av folkmängden som räknades av KNU uppgick till 69 743 personer, varav 36 141 män och 33 612 kvinnor. Totalt beräknades folkmängden till 1 574 079, varav 775 268 män (49,25 %) och 798 811 kvinnor (50,75 %). 78 % av befolkningen levde på landsbygden och 22 % bodde i områden som klassificeras som stadsområden eller urbaniserade av General Administration Department. Delstatens befolkning utgjorde vid folkräkningstillfället 3,1 % av hela Burmas befolkning.
Karens befolkning fördelades på 308 041 hushåll, och genomsnittsstorleken på ett hushåll var 4,7 personer.
- Befolkningens medianålder: 23,6 år
- Läs- och skrivkunnighet bland personer 15 år och äldre: 74,4 %
  - Hos män: 78,4 %
  - Hos kvinnor: 70,9 %
- Könsfördelning: 97 män per 100 kvinnor.
- Åldersfördelning:
  - 0-14 år: 35,8 %
  - 15-64 år: 59,1 %
  - 65 år och äldre: 5,1 %

Siffror tagna från folkräkningen 2014.

### Befolkningsutveckling
| Befolkningsutvecklingen i Karen 1973–2014                   | Befolkningsutvecklingen i Karen 1973–2014 | Befolkningsutvecklingen i Karen 1973–2014 | Befolkningsutvecklingen i Karen 1973–2014 | Befolkningsutvecklingen i Karen 1973–2014 |
| ----------------------------------------------------------- | ----------------------------------------- | ----------------------------------------- | ----------------------------------------- | ----------------------------------------- |
|                                                             |                                           |                                           |                                           |                                           |
| År                                                          |                                           |                                           | Folkmängd                                 |                                           |
| 1973                                                        | 1973                                      |                                           | 858 429                                   |                                           |
| 1983                                                        | 1983                                      |                                           | 1 055 359                                 |                                           |
| 2014                                                        | 2014                                      |                                           | 1 574 079                                 |                                           |
| Anm: Befolkning enligt folkräkningarna 1973, 1983 och 2014. |                                           |                                           |                                           |                                           |

### Religion
Vid folkräkningen 2014 fördelades den räknade befolkningen på följande sätt i avseende på religion:
- Buddhism: 1 271 766 (84,5 %)
- Kristendom: 142 875 (9,5 %)
- Islam: 68 459 (4,6 %)
- Hinduism: 9 585 (0,6 %)
- Animism: 1 340 (0,1 %)
- Övriga religioner: 10 194 (0,7 %)
- Ingen religion: 107 (0,0 %)